# Municipio de Logan (condado de Minnehaha)
El municipio de Logan (en inglés: Logan Township) es un municipio ubicado en el condado de Minnehaha en el estado estadounidense de Dakota del Sur. En el año 2010 tenía una población de 273 habitantes y una densidad poblacional de 2,96 personas por km².

## Geografía
El municipio de Logan se encuentra ubicado en las coordenadas 43°48′17″N 96°35′26″O / 43.80472, -96.59056. Según la Oficina del Censo de los Estados Unidos, el municipio tiene una superficie total de 92.16 km², de la cual 92,11 km² corresponden a tierra firme y (0,05 %) 0,05 km² es agua.

## Demografía
Según el censo de 2010, había 273 personas residiendo en el municipio de Logan. La densidad de población era de 2,96 hab./km². De los 273 habitantes, el municipio de Logan estaba compuesto por el 98,53 % blancos, el 0,37 % eran afroamericanos y el 1,1 % eran de una mezcla de razas. Del total de la población el 1,83 % eran hispanos o latinos de cualquier raza.